# Cantón de Lencloître
El cantón de Lencloître era una división administrativa francesa, que estaba situada en el departamento de Vienne y la región de Poitou-Charentes.

## Composición
El cantón estaba formado por nueve comunas:
- Cernay
- Doussay
- Lencloître
- Orches
- Ouzilly
- Saint-Genest-d'Ambière
- Savigny-sous-Faye
- Scorbé-Clairvaux
- Sossais

## Supresión del cantón de Lencloître
En aplicación del Decreto nº 2014-264 de 27 de febrero de 2014, el cantón de Lencloître fue suprimido el 22 de marzo de 2015 y sus 9 comunas pasaron a formar parte; cuatro del nuevo cantón de  Châtellerault-1, tres del nuevo cantón de Châtellerault-2 y dos del nuevo cantón de Loudon.